# Reichertsgraben
Der Reichertsgraben ist ein linker Zufluss des wenig abwärts beim Spalter Weiler Hohenrad in die Fränkische Rezat mündenden Erlbachs in den mittelfränkischen Landkreisen Weißenburg-Gunzenhausen und Roth.

## Geographie

### Verlauf
Der Reichertsgraben entsteht auf einer Höhe von etwa 406 m ü. NHN ostnordöstlich von Kalbensteinberg und nordnordwestlich von Fünfbronn aus dem Zusammenfluss von linkem Offenbrunngraben und rechtem Aschenschlaggraben; die höhere Quelle des Offenbrunngrabens liegt auf etwa 486 m ü. NHN. Der vereinte Bach fließt in einem Waldtal beständig in nordöstliche Richtung durch das Spalter Hügelland. Der Reichertsgraben mündet auf einer Höhe von 371 m ü. NHN westlich von Hohenrad von links in den Erlbach.

### Einzugsgebiet
Der Reichertsgraben entwässert etwa 4,0 km². Seine längste Wasserscheide liegt in offener Höhenflur an der Südseite des Einzugsgebietes, jenseits von ihr konkurrieren von Ost nach West erst kurz der bei Spalt in die Fränkische Rezat mündende Hatzelbach, dann der Gänsbach, zuletzt am längsten der Igelsbach, beides Zuflüsse des Igelsbachsees. An der Südwestecke liegt das Gelände über 510 m ü. NHN, die anschließende westliche Wasserscheide vor dem Schwadergraben zieht durch Kalbensteinberg und erreicht an der Nordwestecke auf dem Melm wiederum über 510 m ü. NHN, vor dem steilen Abfalls des Geländes ins Erlbachtal, vor dem der linke Mündungssporn nun bis zum Einfluss in den Erlbach abfällt. Die Ostgrenze zieht von diesem fast nur durch Waldgebiet bis auf die offene Kuppe des Reichelsbergs (493 m ü. NHN) und schließt danach bei Fünfbronn wieder an die Geländeschwelle am Südrand an.
Das Einzugsgebiet liegt in seinen höheren Teilen in offener, meist unterm Pflug stehender Flur; der größere Teil des Laufs von Offenbrunngraben, der gesamte des Aschenschlaggraben und bis auf den kurzen Anteil in der Erlbachaue auch der Namenslauf des Reichertsgraben durchziehen dagegen Wald. Außer der Kreisstraße WUG 21, die recht genau auf der Geländeschwelle am Südrand läuft, sowie den Ortsstraßen in Kalbensteinberg ist das durch die eingetieften Läufe zertalte Gebiet frei von öffentlichen Straßen.